# Litsea coelestis
Litsea coelestis là loài thực vật có hoa trong họ Nguyệt quế. Loài này được H.B. Cui miêu tả khoa học đầu tiên năm 1994.